# Cirrocumulus
Un cirrocumulus est un genre de nuage appartenant à l'étage supérieur et situé à une altitude comprise entre 5000 et 10000 m. Il est en forme de fleur de coton,.

## Description
Il doit apparaître très petit à l'œil (largeur apparente inférieure à 1 degré, c'est-à-dire environ la largeur du petit doigt le bras tendu). 
Il est formé de cristaux de glace et parfois d'eau surfondue, c'est-à-dire liquide mais à température négative. Il traduit une instabilité dans les hautes couches de la troposphère, pouvant indiquer l'arrivée de front. Il annonce souvent l'arrivée d'un front froid ou d'une ligne de grains préfrontale par flux de sud-ouest.
Aucune précipitation ne lui est associée.

## Espèces
- Cirrocumulus castellanus
- Cirrocumulus floccus
- Cirrocumulus lenticularis
- Cirrocumulus stratiformis

## Variétés
- Cirrocumulus lacunosus
- Cirrocumulus undulatus